# Carl Georg Lickl
Carl Georg Lickl   (Viena, 28 d'octubre de 1801 - Viena, 3 d'agost de 1877) fou un músic austríac, pianista, compositor, flautista i va exercir com a funcionari de càlcul en la comptabilitat judicial.

## Biografia
El seu pare Johann Georg Lickl (1769-1843) va promoure la disposició musical de Carl Georg Lickl, per la qual cosa li va permetre aprendre a tocar el piano i el violí, així com ensenyar-li composició i figurar el baix. Per a la piano i la fisarmònica va escriure composicions com rondós i sonates, així com variacions amb i sense acompanyament. En relació amb la seva menció a l'"Oesterreichische National-Encyklopädie", de Jacob Deutschmann és esmentat com a desenvolupador important de la Physharmonika, i sobre la qual es va treballar la seva obra Phys-Harmonica de C.G. Lickl. Orientació teòric-pràctica per al coneixement i el tractament de les interpretacions Phys-Harmonica... Una altra font el dona juntament amb Gustav Freiherr von Prandau (1807-1885) com els que van contribuir a la millora de la Physharmonika.
El seu germà petit va ser el després músic Ägidius Lickl (1803-1864).

## Obres i publicacions
- vers el 1840: Phys-Harmonica de CG Lickl. Instrucció teòric-pràctica per al coneixement i tractament de la Phys-Harmonica;..., Antb Diabelli & Comp., Viena.[4]
- 1849: per al pianoforte "Badner Bilder", sis eclogues, Haslinger, Viena, 1849.[5]